# Supermax
Supermax é uma série de televisão brasileira produzida pela TV Globo e exibida de 20 de setembro a 13 de dezembro de 2016, em 12 episódios. Criada por José Alvarenga Jr., Marçal Aquino e Fernando Bonassi, conta com roteiro de Aquino, Bonassi, Carolina Kotscho, Bráulio Mantovani, Dennison Ramalho, Juliana Rojas, Raphael Draccon e Raphael Montes, sob direção de José Eduardo Belmonte, Rafael Miranda e Alvarenga. A série foi Indicada ao Seoul Internacional Drama Awards na Categorias Melhor Série e Melhor Autor.
Conta com Mariana Ximenes, Maria Clara Spinelli, Erom Cordeiro, Cleo, Nicolas Trevijano, Bruno Belarmino, Rui Ricardo Dias e Fabiana Gugli nos papéis principais.

## Produção
O processo de escrita da série se deu no formato writer's room em que os roteiristas se reúnem de forma intensiva para a criação e desenvolvimento dos roteiros. De acordo com Carolina Kotscho, tiveram ampla liberdade na escrita: "A gente escreveu sem nenhum limite. Imaginamos que uma hora viria este limite, mas ele não veio. Isto foi uma grata surpresa!" Segundo Rapahel Montes um dos roteiristas, a emissora deu carta branca a equipe: "Lembro de uma discussão em que começamos a lançar ideias e falamos que isso nunca iria ao ar, só que filmaram! Foi uma vontade nossa, da criação, da direção e da equipe, da própria Rede Globo, em fazer algo diferente, que tenha elementos conhecidos e identificáveis pelo grande público mas ao mesmo tempo seja inovador".
Definida pelo criador e diretor José Alvarenga como um cruzamento de gêneros que vai do thriller policial, horror, terror e suspense ao romance, teve como base a inspiração na primeira temporada de True Detective, assim como em outros produtos de temáticas similares como The Walking Dead, American Horror Story, Supernatural, Jogos Vorazes e Lost. Com a trama ambientada num reality show, Alvarenga emprestou operadores e nove câmeras do Big Brother Brasil. A prisão de Alcatraz serviu de inspiração para a penitenciária fictícia de 800 m² construída nos Estúdios Globo.
A preparação dos atores se deu na escolha de nomes desconhecidos do público em geral, além do isolamento do elenco em relação aos outros estúdios do Projac, para manter os envolvidos no clima tenso e sombrio da trama. Envolveu também o conhecimento de reagir cenas diferentes, como amputar uma perna a sangue frio, ser estrangulado ou encontrar uma aberração, incomum a atores brasileiros, acostumados a interpretar drama e melodrama.
| “                                                                 | É o seriado mais from hell da TV brasileira de todos os tempos | ” |
| — Denisson Ramalho, roteirista especializado em filmes de terror. |                                                                |   |

## Exibição
Prevista para ter estreado em 2 de outubro de 2015, após o término de Verdades Secretas, a série teve sua exibição postergada para 2016, pelo fato de o mercado publicitário estar em um momento econômico ruim. No dia 16 de setembro de 2016, a TV Globo disponibilizou, através de seu aplicativo Globoplay, os 11 primeiros episódios da produção para os assinantes.

### Versão internacional
Uma versão internacional para canais hispânicos também está prevista para ser produzida em espanhol, tendo como diretor o cineasta argentino Daniel Burman. A série internacional começou a ser gravada em abril de 2016 tendo como locação os países co-produtores Espanha, México e Argentina, além de ter sido gravada nos Estúdios Globo, no Rio de Janeiro. Foi exibida pelos canais Cuatro (Espanha), Teledoce (Uruguai), Televisión Pública Argentina (Argentina) e TV Azteca (México), em 2017.

## Enredo
Misturando ficção e realidade, a série narra a trajetória de 12 participantes (7 homens e 5 mulheres) de um reality show gravado numa penitenciária de segurança máxima desativada, localizada na Floresta Amazônica. Cada participante não foi escolhido por acaso; cada um deles cometeu um crime grave em algum momento da vida. Somente um deles ganhará o prêmio de R$ 2 milhões, mas para isso terão de sair vivos da Supermax. No primeiro dia de confinamento tudo ocorre bem, até que a produção do reality desaparece misteriosamente, deixando os confinados à própria sorte, tendo de lidar com os acontecimentos macabros e sobrenaturais que ocorrem no local.

## Elenco
- Mariana Ximenes como Bruna Sabino, enfermeira que trabalhava num grande hospital cuidando de pacientes terminais, mas acabou demitida.[16]
- Maria Clara Spinelli como Janette, dona de uma rede de salões de beleza, que viveu uma infância miserável sob a tutela do pai violento e alcoólatra.[16]
- Erom Cordeiro como Sérgio, Capitão da Polícia Militar afastado por um crime que alega não ter cometido.[16]
- Cleo como Sabrina Toledo, psicóloga que foi sequestrada no passado e passou alguns meses em cativeiro, desenvolvendo a Síndrome de Estocolmo.[16]
- Nicolas Trevijano como Nando, um ex-padre que dedicou a maior parte da vida à Igreja Católica e considera ter sido afastado injustamente.[16]
- Bruno Belarmino como Luizão, ex-lutador de MMA que vive atormentado por uma culpa antiga e se dedica a domar sua raiva e violência.[16]
- Rui Ricardo Diaz como Arthur, ex-jogador de futebol que crê ainda estar em atividade.[16]
- Fabiana Gugli como Diana, ex-garota de programa e atual dona de casa, que perdeu recentemente o marido.[16]
- Mário César Camargo como Doutor Timóteo, médico reformado do Exército de poucas palavras e traços autoritários.[16]
- Ravel Andrade como Dante, integrante mais jovem do reality, adepto de seitas obscuras.[16]
- Vânia de Brito como Cecília Damasceno, mulher que chegou a elite carioca, mas após a morte do filho e do marido se encontra a beira da miséria.[16]
- Ademir Emboava como José Augusto, economista ligado a políticos que atuava como arrecadador de fundos para um partido.[16]
- Márcio Fecher como Baal.[16][17]

## Recepção
Nelson de Sá resenhando Supermax para a Folha de S.Paulo disse que "o formato é mesclado e acaba por flagrar a inferioridade –a começar da atuação– do modelo de dramaturgia para TV aberta, no Brasil." Pablo R. Bazarello do Cine POP disse que Supermax não entrega o que foi anunciado nos comercias. Vitor Peccoli escrevendo para o Antena Crítica disse que a introdução foi chata mas "promete melhorar" e "talvez por isso a série tenha derrubado a audiência da Globo."
Rodrigo Torres do Cinema Terra avaliou onze dos doze episódios da primeira temporada dizendo, "Eles [os personagens] brigam sem motivo, se (re)aproximam abruptamente e assim seguem, numa oscilação comportamental conveniente e que denota pouca sutileza na construção de suas personalidades (...) Em termos criativos, o resultado ainda está longe do ideal, mas é suficiente para garantir o interesse dos assinantes do Globo Play pelo que virá no final, em dezembro." Renan Gonçalves do Robot Geeks também avaliou os onze episódios e definiu o seriado como "forçado".

## Prêmios e indicações
| Ano  | Prêmio                           | Categoria             | Indicação          | Resultado | Ref.   |
| ---- | -------------------------------- | --------------------- | ------------------ | --------- | ------ |
| 2016 | Prêmio Extra de Televisão        | Melhor Série          | Supermax           | Indicado  | [ 23 ] |
| 2016 | Troféu APCA                      | Melhor Série          | Supermax           | Indicado  | [ 24 ] |
| 2016 | Troféu APCA                      | Melhor Diretor        | José Alvarenga Jr. | Indicado  | [ 24 ] |
| 2017 | Seoul Internacional Drama Awards | Melhor Série          | Supermax           | Indicado  | [ 25 ] |
| 2017 | Seoul Internacional Drama Awards | Melhor Autor          | Supermax           | Indicado  | [ 25 ] |
| 2018 | Prêmio Platino                   | Melhor Atriz de Série | Mariana Ximenes    | Indicado  | [ 26 ] |
| 2018 | Prêmio Platino                   | Melhor Ator de Série  | Erom Cordeiro      | Indicado  | [ 26 ] |

## Controvérsias
Após o lançamento do trailer no qual é mostrado um gato preto amarrado pelas quatro patas, a ONG Associação Natureza em Forma criou uma petição virtual pedindo para Rede Globo não transmitir cenas de violência contra animais. Segundo a ONG:
A Rede Globo respondeu que as cenas foram feitas com auxílio de computação gráfica, evitando que haja maus-tratos e a cena com o gato preto é uma crítica ao uso de animais em Rituais Satânicos.